# Muzeum Regionalne PTTK w Gorlicach
Muzeum Regionalne PTTK im. Ignacego Łukasiewicza w Gorlicach – muzeum położone w Gorlicach. Placówka jest prowadzona przez gorlicki Oddział PTTK, a jej patronem jest Ignacy Łukasiewicz.
Zaczątek muzealnym zbiorom gorlickiego muzeum dały dwie wystawy, na których prezentowane były pamiątki z bitwy pod Gorlicami, stoczonej w 1915 roku. Pierwszą z nich urządził Komitet Urządzenia Wystawy Pamiątek Wojennych w 1919 roku, drugą zaś - Towarzystwo Upiększania Miasta Gorlic i Okolicy w 1935 roku. Natomiast do organizacji muzeum z prawdziwego zdarzenia przystąpiono po II wojnie światowej. W latach 1955–1957 przeprowadzono remont pochodzącej z końca XVIII wieku kamienicy przy ul. Wąskiej, w którym placówka mieści do dziś dnia. Ostatecznie, dzięki zaangażowaniu Komisji Opieki nad Zabytkami Zarządu Głównego PTTK, w dniu 22 lipca 1957 roku muzeum zostało otwarte. W latach 1976–1993 powierzchnia wystawiennicza placówki była sukcesywnie powiększana.
Ekspozycja muzeum zajmuje 13 pomieszczeń, z czego jedno służy wystawom czasowym. Wśród zbiorów znajdują się:
- zbiory związane z historią miasta oraz otwarta w 1995 roku ekspozycja dotycząca bitwy pod Gorlicami podczas I wojny światowej;
- zbiory związane z historią wydobycia na tych terenach ropy naftowej oraz pobytem w Gorlicach Ignacego Łukasiewicza; w ramach wystawy odtworzono oryginalny alembik aptekarski z początku XIX wieku, służący do destylacji ropy;
- zbiory etnograficzne, związane z kulturą Łemków i Pogórzan (stroje ludowe, przedmioty codziennego użytku, rzemiosło artystyczne);
- zbiory sztuki, na które składają się: malarstwo, grafika i rzeźba (prace m.in. Apolinarego Kotowicza, Seweryna Bieszczada, Aleksandra Augustynowicza, Alfreda Schouppé, Tadeusza Rybkowskiego, Aleksandra Dętkosia, Włodzimierza Kunza oraz Konstantego Laszczki);
- ekspozycja biograficzna, poświęcona Bohdanowi Ihorowi Antonyczowi - ukraińskiemu poecie i prozaikowi.

Muzeum jest obiektem całorocznym.